# Рое Волчано
Роѐ Волча̀но (на италиански: Roè Volciano, на източноломбардски само Roè, Рое) е малко градче и община в Северна Италия, провинция Бреша, регион Ломбардия. Разположено е на 240 m надморска височина. Населението на общината е 4507 души (към 2013 г.).